# Большая энциклопедия Спектрум
Большая энциклопедия Спектрум (нидерл. Grote Spectrum Encyclopedie) — универсальная энциклопедия на нидерландском языке издательства «Het Spectrum». Основные тома публиковались с 1974 по 1980 год в городе Утрехте.

## Описание
Энциклопедия содержит около 5 тысяч только больших подробных статей по разным темам с акцентом на социальные науки. Все иллюстрации и оформление — цветное, что является новым для подобного рода энциклопедий, выпущенных в Нидерландах.
Главным редактором энциклопедии в 1972—1974 годах являлась Инес ван Эйк, которая в 1971—1972 годах также занималась подготовкой статей для издания.
Тираж энциклопедии, как правило, продавался с доставкой томов на дом. Общая стоимость составила 2500 гульденов. Как правило, использовалась возможность покупки в кредит, выплаты по которому составляли 60 гульденов в месяц с расчётом на полных пять лет.
Появление новых носителей информации (CD-ROM, DVD) в 1990-х приостановило планы на второе издание Большой энциклопедии Спектрум. Тем не менее в 2002 году появилось актуализированное дополнение.

## Содержание
Энциклопедия состоит из двадцати основных томов со статьями, представленными по алфавиту (от A до Z) и четырёх томов со ссылками на ключевые слова в обсуждаемых темах. 24 том также содержит обширную библиографию, которая отсутствует в самих статьях. В 1984 году вышел 25 дополнительный том с обновлениями.
| Том | Название              | Примечание         |
| --- | --------------------- | ------------------ |
| 1   | Aal-Arg               |                    |
| 2   | Arg-Bew               |                    |
| 3   | Bew-Cau               |                    |
| 4   | Cau-Den               |                    |
| 5   | Den-Ele               |                    |
| 6   | Ele-Fra               |                    |
| 7   | Fra-Gra               |                    |
| 8   | Gra-Hum               |                    |
| 9   | Hum-Joo               |                    |
| 10  | Jor-Kub               |                    |
| 11  | Kun-Mal               |                    |
| 12  | Mal-Myc               |                    |
| 13  | Mijn-Ont              |                    |
| 14  | Ont-Pla               |                    |
| 15  | Pla-Res               |                    |
| 16  | Ret-Ske               |                    |
| 17  | Ski-De Sti            |                    |
| 18  | Sty-Var               |                    |
| 19  | Var-Wat               |                    |
| 20  | Wat-Zwo               |                    |
| 21  | Aa-Dyj                | словарный том      |
| 22  | Dyk-Leh               | словарный том      |
| 23  | Lei-Sau               | словарный том      |
| 24  | Sau-Zzw, Библиография | словарный том      |
| 25  | Дополнения            | дополнительный том |